# Höghultssjön (Ransbergs socken, Västergötland)
Höghultssjön är en sjö i Tibro kommun i Västergötland och ingår i Motala ströms huvudavrinningsområde.